# Wes Studi
Wes Studi (eredeti nevén Wesley Studie) (Tahlequah, Oklahoma, 1947. december 17. –) cseroki származású amerikai  filmszínész, több Oscar-díjas játékfilm szereplője. Nevezetes alakítása volt Magua huron főnök szerepe, Michael Mann rendező 1992-es kalandfilmjében, az Az utolsó mohikánban.

## Életpályája
Wesley Studie a cseroki indián népből származik. Egy indián rezervátumban nőtt fel. Az (azóta bezárt) Chilocco Indián Mezőgazdasági Középiskolába járt, 1964-ben végezte el. Ezután jelentkezett az Oklahoma Nemzeti Gárdába. A louisianai Fort Polk-ban kapott katonai kiképzést. 20 éves korában, 1967-ben önkéntesnek jelentkezett az Egyesült Államok hadseregébe. 12 hónapon át szolgált a vietnámi háború frontjain. Hazatérve kijárta a tulsai Community College városi főiskolát. Itt bekapcsolódott amerikai indián népek jogaikért folyó politikai mozgalomba, annak aktivistája lett. Részt vett több demonstratív megmozduláson, így 1973-ban a Pine Ridge rezervátumban tartott „Wounded Knee incidens” néven ismertté vált területfoglalási akcióban is. Érdeklődése a színészmesterség felé fordult, az Amerikai Indián Színházi Társaság előadásain kapott színpadi szerepeket.
Filmszínészként 1988-ban debütált a The Trial of Standing Bear című televíziós indiánfilmben. Kisportolt, izmos testalkata, rendkívül karakteres „rézbőrű” arcvonásai kiválóan alkalmassá tették a westernfilmek indián szereplőinek, harcosainak megformálására. 1990-ben Kevin Costner mellett keménykötésű pauni (Pawnee) törzsfőnököt alakított a Farkasokkal táncoló c. nagysikerű westernfilmben.
1991-ben Oliver Stone rendező The Doors című zenés filmdrámájában, amely a The Doors együttes zenéjéről és hatásáról szól, Studi szellem-indiánt alakított, aki Jim Morrison (Val Kilmer) kábítószeres látomásában tűnik fel. 1992-ben Michael Mann mesterművében, a Cooper regényéből készült Az utolsó mohikán-ban a „főgonoszt”, Magua huron törzsfőnököt játszotta, magyar hangját Juhász Jácint adta.
1993-ban a Geronimo – Az amerikai legenda című történelmi filmben a címszerepet, Geronimót, az apacs törzs legendássá lett vezetőjét, aki 1876–1886 között több lázadást szervezett az indián földeket elrabló fehér telepesek ellen, és az amerikai szövetségi hadsereg foglyaként halt meg. Ezért a szerepért Studi (a film más szereplőivel együtt) 1994-ben megkapta a Western Heritage Award díjat. Egy évvel később, 1995-ben ismét Michael Mann-nel dolgozott, Casals nyomozót alakította a Szemtől szemben című bűnügyi filmben, Al Pacino, Robert De Niro és Val Kilmer mellett.
Evan Crooke rendező 1996-os horrorfilmjében, a The Killing Jar-ban Studi életének egyik legjobb szerepét játszhatta (Cameron). Stephen Sommers rendező 1998-as Kísértethajó (Octalus) című sci-fi-horrorjában a „rossz fiúk” vezetőjét játszotta, szemben Treat Williams-szel és Famke Janssennel. 2000-ben megkapta a First Americans in the Arts Award nevű művészeti kitüntetést. 2002 után három, Tony Hillerman író regényei alapján készült bűnügyi filmben játszotta ugyanazt a karaktert, Joe Leaphorn navahó származású rendőrnyomozót, Chris Eyre és Jan Egleson rendezésében (Skinwalkers; Coyote Waits; A Thief of Time). 2009-ben kisebb szerepet (Eytukhan) kapott James Cameron rendező Avatar-jában.

## Magánélete
1974-ben nősült először, Rebecca Graves-t vette feleségül, két gyermekük született. 1982-ben elváltak, Studi 1986-ben Maura Dhu-t vette feleségül, aki egy gyermeket szült neki.

## Fontosabb filmszerepei
- 1988: The Trial of Standing Bear
- 1989: Az ősök földjén (Powwow Highway)
- 1990: Farkasokkal táncoló (Dances with Wolves)
- 1991: The Doors
- 1992: Az utolsó mohikán (The Last of the Mohicans); Magua
- 1992: Hegylakó (Highlander), tévésorozat
- 1993: Geronimo – Az amerikai legenda (Geronimo: An American Legend)
- 1993: Indián szív (The Broken Chain), tévéfilm
- 1994: Street Fighter – Harc a végsőkig (Street Fighter: The Movie)
- 1995: Szemtől szembe
- 1995: Texasi krónikák: Laredo utcái (Streets of Laredo), minisorozat
- 1997: The Killing Jar
- 1998: Kísértethajó (Deep Rising)
- 1999: Mystery Men – Különleges hősök (Mystery Men)
- 2000: Wind River
- 2001: Karácsony a fellegekben (Christmas in the Clouds)
- 2001: Megloptuk a maffiát (Road to Redemption)
- 2001: Ice Planet
- 2002: Undercover – A titkos csapat (UC: Undercover) , tévésorozat
- 2002: Pusztító tűzvihar (Superfire)
- 2002: Vitathatatlan (Undisputed)
- 2002: Skinwalkers
- 2003: Coyote Waits, tévéfilm
- 2003: Két világ határán (Edge of America)
- 2004: A Thief of Time, tévéfilm
- 2005: Az új világ (The New World)
- 2005: Csoda Sage Creek-ben (Miracle at Sage Creek)
- 2005: Into the West, minisorozat
- 2005: Állat (Animal)
- 2006: Seraphim Falls - A múlt szökevénye (Seraphim Falls)
- 2007: Wounded Knee-nél temessétek el a szívem (Bury My Heart at Wounded Knee)
- 2008: Komancsok holdja (Comanche Moon), minisorozat
- 2009: A királyság (Kings), tévésorozat
- 2009: The Only Good Indian
- 2009: Call of the Wild
- 2009: Avatar (Avatar)
- 2011–2012: Hell on Wheels, minisorozat (Fernsehserie, drei Folgen)
- 2012: Mocsokváros utcáin (Being Flynn)
- 2012: Célkeresztben (In Plain Sight), tévésorozat
- 2013: Menekülés (Sugar)
- 2013: Fenevadak (Battle Dogs), tévéfilm
- 2014: Hogyan rohanj a veszTEDbe (A Million Ways to Die in the West)
- 2014: Repcsik: A mentőalakulat (Planes: Fire & Rescue), narrátor hangja
- 2014: Vadcsapáson (Road to Paloma)
- 2015: The Red Road, tévésorozat
- 2016: Londoni rémtörténetek (Penny Dreadful), tévésorozat
- 2017: Empire of the Heart
- 2017: Hostiles
- 2019: Egy kutya hazatér (A Dog’s Way Home); Mica kapitány
- 2022: Szerelmes dal (A Love Song); Lito
- 2021–2023: A rezervátum kutyái (Reservation Dogs); tévésorozat; Bucky

## Kitüntetései, díjai
- 1993: Chicagói Filmkritikusok Szövetségének díja, jelölés a „legígéretesebb színész” kategóriában, Az utolsó mohikán-ban nyújtott alakításáért.
- 1994: Nyugati Örökség Díja (Western Heritage Award) Geronimo megformálásáért.
- 2000:	Golden Boot Award: az Évtized Színésze
- 2003: First Americans in the Arts Awards: a legkiemelkedőbb színészi teljesítményért a Skinwalkers-ben
- 2006: Golden Boot / Santa Fé Filmfesztivál díja
- 2008: Amerikai Indián Filmek Fesztiválja (American Indian Film Festival): a legjobb mellékszereplő díja a The Only Good Indian-ban nyújtott alakításért.
- 2009: a zsüri díja (Jury Award): a legjobb drámai alakításért a The Only Good Indian-ban
- 2009: Amerikai Indián Filmek Fesztiválja: a műfaj legjobb filmjéért, a The Only Good Indian-ért.
- 2019: Oscar-életműdíj (Academy Honorary Award)[3]